# Saint-Martin-du-Fouilloux (Paesi della Loira)
Saint-Martin-du-Fouilloux è un comune francese di 1 628 abitanti situato nel dipartimento del Maine e Loira nella regione dei Paesi della Loira.

## Società

### Evoluzione demografica
Abitanti censiti